# Saison 2 de Luz à Osville
Chronologie
Saison 1
Cet article présente la deuxième saison de la série télévisée d'animation américaine Luz à Osville (The Owl House).
Elle est diffusée aux États-Unis entre le 12 juin 2021 et le 28 mai 2022 sur Disney Channel et en France et en Suisse depuis le 8 septembre 2021 sur Disney Channel France.

## Guide des épisodes

### Épisode1:Chasseurs de primes
- États-Unis : 12 juin 2021 sur Disney Channel[2]
- France,  Suisse : 8 septembre 2021 sur Disney Channel France

### Épisode2:Éviter l'expulsion
- États-Unis : 19 juin 2021 sur Disney Channel[2]
- France,  Suisse : 8 septembre 2021 sur Disney Channel France

- États-Unis : 0,37 million de téléspectateurs[4] (première diffusion)

### Épisode3:Le passé de King
- États-Unis : 26 juin 2021 sur Disney Channel[2]
- France,  Suisse : 15 septembre 2021 sur Disney Channel France

- États-Unis : 0,33 million de téléspectateurs[5] (première diffusion)

### Épisode4:Sauver les a-peur-ances
- États-Unis : 3 juillet 2021 sur Disney Channel[2]
- France,  Suisse : 15 septembre 2021 sur Disney Channel France

- États-Unis : 0,38 million de téléspectateurs[6] (première diffusion)

### Épisode5:Les ruines de l’illusion
- États-Unis : 10 juillet 2021 sur Disney Channel[2]
- France,  Suisse : 22 septembre 2021 sur Disney Channel France

- États-Unis : 0,39 million de téléspectateurs[7] (première diffusion)

### Épisode6:La Chasse aux Amilettes
- États-Unis : 17 juillet 2021 sur Disney Channel[2]
- France,  Suisse : 22 septembre 2021 sur Disney Channel France

- États-Unis : 0,45 million de téléspectateurs[8] (première diffusion)

### Épisode7:Le requiem d'Eda
- États-Unis : 24 juillet 2021 sur Disney Channel[2]
- France,  Suisse : 29 septembre 2021 sur Disney Channel France

### Épisode8:Boubou, un ami qui vous veut du bien
- États-Unis : 31 juillet 2021 sur Disney Channel[2]
- France,  Suisse : 6 octobre 2021 sur Disney Channel France

### Épisode9:Le lac de l'éclipse
- États-Unis : 7 août 2021 sur Disney Channel
- France,  Suisse : 13 octobre 2021 sur Disney Channel France

### Épisode10:Le mensonge d'hier
- États-Unis : 14 août 2021 sur Disney Channel
- France,  Suisse : 20 octobre 2021 sur Disney Channel France

### Épisode11:Le jour de la parade
- États-Unis : 19 mars 2022 sur Disney Channel
- France,  Suisse : 10 juillet 2022 sur Disney Channel France

### Épisode12:Ailleurs et n'importe quand
- États-Unis : 26 mars 2022 sur Disney Channel
- France,  Suisse : 16 juillet 2022 sur Disney Channel France

### Épisode13:Un sport pour les meilleurs
- États-Unis : 2 avril 2022 sur Disney Channel
- France,  Suisse : 17 juillet 2022 sur Disney Channel France

### Épisode14:Une main tendue
- États-Unis : 9 avril 2022 sur Disney Channel
- France,  Suisse : 23 juillet 2022 sur Disney Channel France

### Épisode15:Ainsi va la vie
- États-Unis : 16 avril 2022 sur Disney Channel
- France,  Suisse : 24 juillet 2022 sur Disney Channel France

### Épisode16:Piège mental
- États-Unis : 23 avril 2022 sur Disney Channel
- France,  Suisse : 30 juillet 2022 sur Disney Channel France

### Épisode17:Au bout du monde
- États-Unis : 30 avril 2022 sur Disney Channel
- France,  Suisse : 31 juillet 2022 sur Disney Channel France

### Épisode18:Comme dans un labyrinthe
- États-Unis : 7 mai 2022 sur Disney Channel
- France,  Suisse : 6 août 2022 sur Disney Channel France

### Épisode19:Oh King, roi des Titans
- États-Unis : 14 mai 2022 sur Disney Channel
- France,  Suisse : 7 août 2022 sur Disney Channel France

### Épisode20:Nuages à l'horizon
- États-Unis : 21 mai 2022 sur Disney Channel
- France,  Suisse : 13 août 2022 sur Disney Channel France

### Épisode21:Le chaos
- États-Unis : 28 mai 2022 sur Disney Channel
- France,  Suisse : 14 août 2022 sur Disney Channel France